# FIFA Confederations Cup
La Confederations Cup è stata una competizione calcistica per nazionali maschili organizzata dalla FIFA tra il 1992 e il 2017.
Tenutasi storicamente ad intervalli variabili, nella sua forma più recente (dal 2005 al 2017) si disputò a cadenza quadriennale, nell'anno precedente al campionato mondiale, all'interno dello stesso paese che avrebbe poi organizzato la rassegna iridata; tra il 1997 e il 2003 ebbe luogo, altresì, a cadenza biennale durante gli anni dispari. Le prime due edizioni, chiamate Coppa Re Fahd in onore dell'allora sovrano saudita, furono ufficializzate soltanto a posteriori dalla FIFA, la quale assunse formalmente l'organizzazione della competizione a partire dal 1997.
Nel 2019 la Confederations Cup fu soppressa per fare spazio, nel relativo calendario, alla versione più breve, la Finalissima (già disputata nel vecchio secolo sotto il nome di Coppa Artemio Franchi). Quest'ultima viene disputata infatti, in gara unica, tra la nazione vincitrice dell’Europeo e quella della Copa America come coppa intercontinentale per nazioni.

## Partecipanti
La Confederations Cup prevedeva la partecipazione di otto nazionali, ciascuna proveniente dalle sei confederazioni del mondo; alla competizione prendevano parte i campioni di ciascun continente, cui si aggiungevano la nazione di casa e i campioni del mondo in carica.
La nazione ospitante coincideva con quella che avrebbe organizzato, l'anno dopo, il campionato del mondo e veniva individuata almeno cinque anni prima del torneo. In seguito, veniva ammessa la squadra campione del mondo, la cui presenza era resa nota tre anni prima della competizione. Nel corso dell'anno seguente (dispari) si conoscevano le rappresentanti dell'Asia (inizio anno), del Sudamerica (metà anno) e del Nord-Centro America (metà anno o più avanti). Un anno più tardi (bisestile) si qualificavano i campioni d'Oceania e d'Europa, attorno ai mesi di giugno e luglio. Infine, all'inizio dell'anno in cui era previsto il torneo, si qualificava la squadra che rappresentava l'Africa: il suo nome non era pertanto noto al momento del sorteggio, che si svolgeva indicativamente sei mesi prima della Confederations Cup. Tale schema ricalcava quello utilizzato per i Mondiali, di cui la manifestazione rappresentava una sorta di prova generale.
Nel caso in cui una nazionale detenesse sia il titolo mondiale che quello del proprio continente, a rappresentare la federazione era chiamata la finalista di quest'ultimo torneo. Questo caso si presentò nel 2001 e nel 2013, quando rispettivamente Francia e Spagna avevano conquistato il Mondiale e dopo due anni l'Europeo (la Spagna anche l'Europeo precedente). In entrambi i casi la finalista continentale fu l'Italia, che partecipò però solo all'edizione del 2013. 
Nel dicembre 2004 la FIFA, oltre a portare la cadenza della coppa da biennale a quadriennale, inserì nel regolamento una clausola che permetteva ai campioni d'Europa e del Sudamerica di rinunciare alla partecipazione. Lo spostamento del torneo aveva creato problemi di calendario, non riuscendo a sovrapporsi ai programmi della Coppa d'Africa e della Gold Cup. Pertanto, si era deciso che la rappresentante nordamericana fosse individuata da uno spareggio tra le ultime due vincitrici del torneo – da disputarsi tre anni prima dell'evento – a meno che esse non coincidessero; la competizione africana era stata, invece, fissata per lo stesso anno in cui si svolgeva la Confederations Cup, nei mesi di gennaio o febbraio. Occasionalmente si è fatto ricorso ad inviti per raggiungere il numero di squadre partecipanti.
| # | Nazionale                             | Qualificazione                       | Confederazione |
| - | ------------------------------------- | ------------------------------------ | -------------- |
| 1 | Nazionale del paese ospitante         | Momento dell'assegnazione della sede | -              |
| 2 | Nazionale campione del mondo          | Tre anni prima (luglio)              | -              |
| 3 | Nazionale campione d'Asia             | Due anni prima (gennaio)             | AFC            |
| 4 | Nazionale campione del Sudamerica     | Due anni prima (luglio)              | CONMEBOL       |
| 5 | Nazionale campione del Centro America | Due anni prima (luglio)              | CONCACAF       |
| 6 | Nazionale campione d'Oceania          | Un anno prima (giugno)               | OFC            |
| 7 | Nazionale campione d'Europa           | Un anno prima (luglio)               | UEFA           |
| 8 | Nazionale campione d'Africa           | Cinque mesi prima (gennaio)          | CAF            |

## Regolamento
L'ultimo formato, istituito a partire dall'edizione del 1997, prevedeva due gironi all'italiana da quattro squadre ciascuno. Le formazioni si affrontavano in partite secche, con le prime due di ogni gruppo che accedevano alle semifinali. Tale turno metteva di fronte la vincente di ciascun girone con la seconda classificata dell'altro: avevano poi luogo le finali, che assegnano il primo e terzo posto. Durante la fase ad eliminazione diretta, in caso di parità al termine dei tempi regolamentari, si procedeva con i supplementari e, eventualmente, con i rigori.
Il sorteggio avveniva nell'autunno dell'anno bisestile nel Paese in cui si sarebbe tenuta la Confederations Cup. La competizione si svolgeva nel mese di giugno, occupando circa due settimane.

## Storia
La prima edizione si disputò nell'ottobre 1992, in Arabia Saudita: oltre ai padroni di casa (vincitori del titolo asiatico) erano presenti l'Argentina (campione sudamericana), la Costa d'Avorio e gli Stati Uniti (rispettivamente detentrici della Coppa d'Africa e della Gold Cup). Il torneo si svolse interamente ad eliminazione diretta, con semifinali e finale: i sauditi ebbero la meglio sugli americani per 3-0, mentre l'Albiceleste liquidò con un perentorio 4-0 gli Elefanti. Gli statunitensi conquistarono la terza piazza, battendo per 5-2 gli ivoriani; l'Argentina sconfisse invece (3-1) gli arabi, aggiudicandosi il trofeo. Il secondo torneo ebbe ancora luogo in terra araba, nel gennaio 1995: il lotto fu ampliato a sei contendenti, aggiungendo i campioni d'Europa della Danimarca. Le squadre furono divise in due gironi all'italiana, entrambi triangolari. La vittoria finale andò agli scandinavi, che piegarono per 2-0 l'Argentina. Tali edizioni furono organizzate in onore del re Fahd, tanto da recarne il nome.
Nel 1997 la FIFA assunse il patrocinio del torneo, ampliandone ad otto il numero di partecipanti e mutandone la formula. A vincere fu il Brasile, mentre nel 1999 la coppa lasciò il golfo Persico per approdare su quello messicano: gli stessi Tricolor sollevarono il trofeo, risultando la prima squadra a vincere in casa la Confederations Cup. Il 2001 vide il torneo disputarsi in Giappone e Corea del Sud, negli stadi che avrebbero poi ospitato il Mondiale. Si impose la Francia, vittoriosa sui nipponici, che due anni più tardi fu la prima Nazionale a bissare il titolo. L'edizione del 2003, giocata proprio nel paese transalpino, rimase tuttavia famosa per la morte del camerunense Marc-Vivien Foé. Il calciatore fu colto da un infarto durante la semifinale tra la sua squadra e la Colombia, accasciandosi per non riprendere più conoscenza. Ancora sotto shock per la tragedia, i Leoni indomabili persero la finale contro i Blues. Il fatto funesto attirò numerose critiche verso la FIFA, rea di organizzare un calendario calcistico troppo affollato. Nel 2004 la cadenza fu modificata in fissa e quadriennale; venne inoltre stabilita l'assegnazione del torneo allo stato che avrebbe ospitato il Mondiale, così da renderne la Confederations Cup una prova. Il 2005 segnò la seconda affermazione del Brasile, che superò a stento il girone per poi battere la Germania padrona di casa e l'Argentina. Il successo dei verdeoro fu replicato sia nel 2009 che nel 2013, in entrambi i casi con un percorso netto (5 vittorie in altrettante partite). Nel 2017 si impose la Germania, che batté il Cile.
L'edizione del 2021 avrebbe dovuto disputarsi fra giugno e luglio in Qatar (nazione a cui era stato assegnato il campionato del mondo 2022), ma, a causa delle alte temperature estive del Paese qatariota, la FIFA decise di assegnarla ad un altro membro della confederazione asiatica. Ciononostante, negli anni successivi emersero dubbi circa l'effettiva disputa del torneo, già peraltro apertamente criticato dalla federazione calcistica tedesca, ipotizzando che potesse essere sostituito da una versione allargata della Coppa del mondo per club. Nel marzo del 2019 la FIFA ha ufficializzato l'allargamento a ventiquattro squadre della Coppa del mondo per club a partire dal 2021 e, contestualmente, la soppressione della FIFA Confederations Cup e poi dal 2022 a causa della pandemia COVID-19 che spostò tutti i tornei continentali dal 2020 al 2021, nel 2022 viene ripristinata la vecchia “Coppa Artemio Franchi” rinominata Coppa dei Campioni CONMEBOL-UEFA che vede sfidarsi la vincitrice dell'europeo contro la vincitrice della Copa America e questa competizione di fatto ha sostituito la FIFA Confederations Cup per nazionali; questa coppa si gioca tuttora ogni 4 anni l’anno prima del mondiale.

## Albo d'oro
| Anno | Paese ospitante | Finale    | Finale      | Finale         | Finalina    | Finalina                | Finalina       |
| Anno | Paese ospitante | 1º posto  | Risultato   | 2º posto       | 3º posto    | Risultato               | 4º posto       |
| ---- | --------------- | --------- | ----------- | -------------- | ----------- | ----------------------- | -------------- |
| 1992 | Arabia Saudita  | Argentina | 3 – 1       | Arabia Saudita | Stati Uniti | 5 – 2                   | Costa d'Avorio |
| 1995 | Arabia Saudita  | Danimarca | 2 – 0       | Argentina      | Messico     | 1 – 1 (dts) 5 – 4 (dtr) | Nigeria        |
| 1997 | Arabia Saudita  | Brasile   | 6 – 0       | Australia      | Rep. Ceca   | 1 – 0                   | Uruguay        |
| 1999 | Messico         | Messico   | 4 – 3       | Brasile        | Stati Uniti | 2 – 0                   | Arabia Saudita |
| 2001 | Corea del Sud   | Francia   | 1 – 0       | Giappone       | Australia   | 1 – 0                   | Brasile        |
| 2003 | Francia         | Francia   | 1 – 0 (dts) | Camerun        | Turchia     | 2 – 1                   | Colombia       |
| 2005 | Germania        | Brasile   | 4 – 1       | Argentina      | Germania    | 4 – 3 (dts)             | Messico        |
| 2009 | Sudafrica       | Brasile   | 3 – 2       | Stati Uniti    | Spagna      | 3 – 2 (dts)             | Sudafrica      |
| 2013 | Brasile         | Brasile   | 3 – 0       | Spagna         | Italia      | 2 – 2 (dts) 3 – 2 (dtr) | Uruguay        |
| 2017 | Russia          | Germania  | 1 – 0       | Cile           | Portogallo  | 2 – 1 (dts)             | Messico        |

## Medagliere
Segue una lista delle squadre che hanno raggiunto le prime tre posizioni in almeno un'edizione della Confederations Cup. Il Brasile, con cinque finali raggiunte, comanda la classifica delle finali giocate. A puro titolo statistico, nessuna nazionale vincitrice della Confederations Cup ha mai vinto il mondiale successivo a quell’edizione.
| Squadra        | 1º | 2º | 3º | Tot |
| Brasile        | 4  | 1  |    | 5   |
| Francia        | 2  |    |    | 2   |
| Argentina      | 1  | 2  |    | 3   |
| Messico        | 1  |    | 1  | 2   |
| Germania       | 1  |    | 1  | 2   |
| Danimarca      | 1  |    |    | 1   |
| Stati Uniti    |    | 1  | 2  | 3   |
| Australia      |    | 1  | 1  | 2   |
| Spagna         |    | 1  | 1  | 2   |
| Arabia Saudita |    | 1  |    | 1   |
| Giappone       |    | 1  |    | 1   |
| Camerun        |    | 1  |    | 1   |
| Cile           |    | 1  |    | 1   |
| Italia         |    |    | 1  | 1   |
| Rep. Ceca      |    |    | 1  | 1   |
| Turchia        |    |    | 1  | 1   |
| Portogallo     |    |    | 1  | 1   |

## Partecipazioni
| Nazionale           | 1992 | 1995 | 1997 | 1999 | 2001 | 2003 | 2005 | 2009 | 2013 | 2017 | Totale |
| Brasile             | -    | -    | V    | 2ª   | 4ª   | 1T   | V    | V    | V    | -    | 7      |
| Messico             | -    | 3ª   | 1T   | V    | 1T   | -    | 4ª   | -    | 1T   | 4ª   | 7      |
| Giappone            | -    | 1T   | -    | -    | 2ª   | 1T   | 1T   | -    | 1T   | -    | 5      |
| Arabia Saudita      | 2ª   | 1T   | 1T   | 4ª   | -    | -    | -    | -    | -    | -    | 4      |
| Australia           | -    | -    | 2ª   | -    | 3ª   | -    | 1T   | -    | -    | 1T   | 4      |
| Nuova Zelanda       | -    | -    | -    | 1T   | -    | 1T   | -    | 1T   | -    | 1T   | 4      |
| Stati Uniti         | 3ª   | -    | -    | 3ª   | -    | 1T   | -    | 2ª   | -    | -    | 4      |
| Argentina           | V    | 2ª   | -    | -    | -    | -    | 2ª   | -    | -    | -    | 3      |
| Camerun             | -    | -    | -    | -    | 1T   | 2ª   | -    | -    | -    | 1T   | 3      |
| Germania            | -    | -    | R    | 1T   | -    | R    | 3ª   | 1T   | -    | V    | 4      |
| Francia             | -    | -    | -    | R    | V    | V    | -    | -    | -    | -    | 2      |
| Italia              | -    | -    | -    | -    | R    | R    | -    | 1T   | 3ª   | -    | 2      |
| Egitto              | -    | -    | -    | 1T   | -    | -    | -    | 1T   | -    | -    | 2      |
| Nigeria             | -    | 4ª   | -    | -    | -    | -    | -    | -    | 1T   | -    | 2      |
| Sudafrica           | -    | -    | 1T   | -    | -    | -    | -    | 4ª   | -    | -    | 2      |
| Spagna              | -    | -    | -    | -    | -    | -    | -    | 3ª   | 2ª   | -    | 2      |
| Uruguay             | -    | -    | 4ª   | -    | -    | -    | -    | -    | 4ª   | -    | 2      |
| Bolivia             | -    | -    | -    | 1T   | -    | -    | -    | -    | -    | -    | 1      |
| Canada              | -    | -    | -    | -    | 1T   | -    | -    | -    | -    | -    | 1      |
| Cile                | -    | -    | -    | -    | -    | -    | -    | -    | -    | 2ª   | 1      |
| Colombia            | -    | -    | -    | -    | -    | 4ª   | -    | -    | -    | -    | 1      |
| Corea del Sud       | -    | -    | -    | -    | 1T   | -    | -    | -    | -    | -    | 1      |
| Costa d'Avorio      | 4ª   | -    | -    | -    | -    | -    | -    | -    | -    | -    | 1      |
| Danimarca           | -    | V    | -    | -    | -    | -    | -    | -    | -    | -    | 1      |
| Emirati Arabi Uniti | -    | -    | 1T   | -    | -    | -    | -    | -    | -    | -    | 1      |
| Grecia              | -    | -    | -    | -    | -    | -    | 1T   | -    | -    | -    | 1      |
| Iraq                | -    | -    | -    | -    | -    | -    | -    | 1T   | -    | -    | 1      |
| Rep. Ceca           | -    | -    | 3ª   | -    | -    | -    | -    | -    | -    | -    | 1      |
| Russia              | -    | -    | -    | -    | -    | -    | -    | -    | -    | 1T   | 1      |
| Portogallo          | -    | -    | -    | -    | -    | -    | -    | -    | -    | 3ª   | 1      |
| Tahiti              | -    | -    | -    | -    | -    | -    | -    | -    | 1T   | -    | 1      |
| Tunisia             | -    | -    | -    | -    | -    | -    | 1T   | -    | -    | -    | 1      |
| Turchia             | -    | -    | -    | -    | -    | 3ª   | -    | -    | -    | -    | 1      |

Esordienti
| Anno | Paese ospitante        | Nazionali esordienti                                                   |
| ---- | ---------------------- | ---------------------------------------------------------------------- |
| 1992 | Arabia Saudita         | Arabia Saudita, Argentina, Costa d'Avorio, Stati Uniti                 |
| 1995 | Arabia Saudita         | Danimarca, Giappone, Messico, Nigeria                                  |
| 1997 | Arabia Saudita         | Australia, Brasile, Emirati Arabi Uniti, Rep. Ceca, Sudafrica, Uruguay |
| 1999 | Messico                | Bolivia, Germania, Egitto, Nuova Zelanda                               |
| 2001 | Corea del Sud Giappone | Camerun, Canada, Corea del Sud, Francia                                |
| 2003 | Francia                | Colombia, Turchia                                                      |
| 2005 | Germania               | Grecia, Tunisia                                                        |
| 2009 | Sudafrica              | Italia, Spagna, Iraq                                                   |
| 2013 | Brasile                | Tahiti                                                                 |
| 2017 | Russia                 | Cile, Portogallo, Russia                                               |

## Capocannonieri

### Singoli
| Edizione | Giocatore                                                                                             | Totale reti |
| -------- | --- | ----------- |
| 1992     | Bruce Murray Gabriel Batistuta                                                                        | 2           |
| 1995     | Luis García Postigo                                                                                   | 3           |
| 1997     | Romário                                                                                               | 7           |
| 1999     | Marzouq Al-Otaibi Cuauhtémoc Blanco Ronaldinho                                                        | 6           |
| 2001     | Takayuki Suzuki Hwang Sun-hong Éric Carrière Shaun Murphy Patrick Vieira Robert Pirès Sylvain Wiltord | 2           |
| 2003     | Thierry Henry                                                                                         | 4           |
| 2005     | Adriano                                                                                               | 5           |
| 2009     | Luís Fabiano                                                                                          | 5           |
| 2013     | Fred Fernando Torres                                                                                  | 5           |
| 2017     | Leon Goretzka Lars Stindl Timo Werner                                                                 | 3           |

### Totali
| Edizione/i                                 | Giocatore | Totale reti |
| ------------------------------------------ | --- | ----------- |
| 1997, 1999 , 2005                          | Cuauhtémoc Blanco Ronaldinho                                                                                     | 9           |
| 2009, 2013                                 | Fernando Torres                                                                                                  | 8           |
| 2003, 2005 1997                            | Adriano Romário                                                                                                  | 7           |
| 2009, 2013 1999                            | David Villa Marzouq Al-Otaibi                                                                                    | 6           |
| 1997 2001, 2003 2009 1997, 2005 2013       | Vladimír Šmicer Alex Robert Pirès Luís Fabiano John Aloisi Fred                                                  | 5           |
| 1992, 1995 2005 1997 2003 2005 2013 , 2017 | Gabriel Batistuta Luciano Gabriel Figueroa Ronaldo Thierry Henry Michael Ballack Abel Hernández Javier Hernández | 4           |

## Migliori calciatori
| Edizione | Pallone d'oro  |
| -------- | -------------- |
| 1997     | Denílson       |
| 1999     | Ronaldinho     |
| 2001     | Robert Pirès   |
| 2003     | Thierry Henry  |
| 2005     | Adriano        |
| 2009     | Kaká           |
| 2013     | Neymar         |
| 2017     | Julian Draxler |

## Capitani e allenatori
| Anno | Capitano        | Allenatore              | Squadra   |
| ---- | --------------- | ----------------------- | --------- |
| 1992 | Oscar Ruggeri   | Alfio Basile            | Argentina |
| 1995 | Michael Laudrup | Richard Møller Nielsen  | Danimarca |
| 1997 | Dunga           | Mário Zagallo           | Brasile   |
| 1999 | Claudio Suárez  | Manuel Lapuente         | Messico   |
| 2001 | Marcel Desailly | Roger Lemerre           | Francia   |
| 2003 | Marcel Desailly | Jacques Santini         | Francia   |
| 2005 | Ronaldinho      | Carlos Alberto Parreira | Brasile   |
| 2009 | Lúcio           | Dunga                   | Brasile   |
| 2013 | Thiago Silva    | Luiz Felipe Scolari     | Brasile   |
| 2017 | Julian Draxler  | Joachim Löw             | Germania  |